# Luis Prais Bernardo
Luis Prais Bernardo (Montevideo, 24 de febrer de 1925 - Montevideo, 2 de gener de 2005) fou un futbolista uruguaià de la dècada de 1940.

## Trajectòria
Destacà com a jugador del Club Atlético Peñarol, entre 1944 i 1949. Durant aquests anys fou internacional amb la selecció uruguaiana. La temporada 1949-50 fitxà pel FC Barcelona, però només disputà dos partits oficial, un de lliga i un de la Copa Eva Duarte. Es va retirar molt jove, als 25 anys, per problemes físics. L'any 1980 fou breument entrenador del CA Peñarol.